# Zbójka pięknostopa
Zbójka pięknostopa (Harpactira pulchripes) – gatunek pająka z rodziny ptasznikowatych (Theraphosidae). Jest endemitem Południowej Afryki.

## Taksonomia
Gatunek ten opisany został po raz pierwszy w 1901 roku przez Reginalda Innesa Pococka. Jako miejsce typowe autor ten wskazał okolice Grahamstown i Beak Kloof w rejonie Jansenville na terenie Południowej Afryki.

## Morfologia
| Płeć   | Długość ciała |
| ------ | ------------- |
| samica | do ok. 6 cm   |
| samiec | do ok. 5 cm   |

Ubarwienie nie wykazuje dymorfizmu płciowego. Karapaks jest ciemnomahoniowy z jedwabistym, złocistożółtym owłosieniem. Ciemniejsza barwa na karapaksie rozchodzi się promieniście od jego środka. Szczękoczułki są czarniawe z pasmem żółtego owłosienia w części górnej. Po zewnętrznej stronie szczękoczułka leżą szczecinki strydulacyjne rozmieszczone w pojedynczym, ukośnym szeregu. Barwa sternum i bioder jest czekoladowobrązowa. Na odnóżach dominuje jaskrawy błękit, tylko u młodych osobników są one bardziej szare. Opistosoma (odwłok) jest czarna z oliwkowym odcieniem, z wierzchu porośnięta jedwabistym, złocistożółtym owłosieniem, od spodu zaś owłosieniem oliwkowoczarnym.

## Zachowanie i jad
Ptasznik ten posiada silny jad, jest stosunkowo mało agresywny (w przypadku zagrożenia przyjmuje postawę obronną, ale w ostateczności ucieka). Jest odradzany początkującym hodowcom.

## Występowanie i zagrożenie
Ptasznik ten jest endemitem Południowej Afryki. Żyje na terenach suchych i stepowych wśród traw. Zagraża mu niszczenie naturalnych siedlisk oraz odłów do celów handlowych, ponieważ ze względu na ubarwienie występuje na niego duży popyt w terrarystyce.

## Hodowla
Najlepsza temperatura dla tego gatunku to 25°C. Warto zraszać jeden narożnik lub połowę terrarium. Dorosłe wymagają terrarium o minimalnych wymiarach 30×30×30 cm. Mimo zaliczania do ptaszników naziemnych prowadzi skryty tryb życia, większość czasu spędzając w norce, stąd potrzebuje warstwy podłoża o grubości kilkunastu cm. Rozmnażanie nie przejawia większych trudności. Kokon odbiera się od samicy po około 5 tygodniach, a stadium L1 osiągane jest po około 2 miesiącach od wytworzenia kokonu.